# Hajuma Tanaka
Hajuma Tanaka (* 31. červenec 1982) je bývalý japonský fotbalista.

## Klubová kariéra
Hrával za Yokohama F. Marinos, Tokyo Verdy, Nagoya Grampus, Matsumoto Yamaga FC.

## Reprezentační kariéra
Hajuma Tanaka odehrál za japonský národní tým v roce 2006 celkem 1 reprezentační utkání.

## Statistiky
| Japonsko | Japonsko | Japonsko |
| Roky     | Záp.     | Góly     |
| -------- | -------- | -------- |
| 2006     | 1        | 0        |
| Celkem   | 1        | 0        |